# Tribunale giudiziario
Il tribunale giudiziario è la giurisdizione di diritto comune francese in materia giudiziaria.

## Organizzazione e competenza
Creato il 1º gennaio 2020, sostituisce il tribunale d'istanza e grande istanza.
Il tribunale giudiziario può essere considerato come la controparte, in materia giudiziaria, del tribunale amministrativo in materia di contenzioso amministrativo.
Il tribunale giudiziario diventa così l'unica giurisdizione di diritto comune di primo grado in materia civile, commerciale e penale, competente per le controversie che non sono state assegnate ad altra giurisdizione.